# لا تتوقف حتى تنال كفايتك
لا تتوقف حتى تنال كفايتك (بالإنجليزية: Don't Stop 'Til You Get Enough)‏ ، هي أغنية منفردة للمغني الأمريكي مايكل جاكسون من ألبوم أوف ذا وول ، صدرت كسينجل بتاريخ 28 يوليو 1979م.

## وصلات خارجية
- Music video على يوتيوب
- كلمات الأغنية الكاملة على مترولايركس